# Madrid Games Week

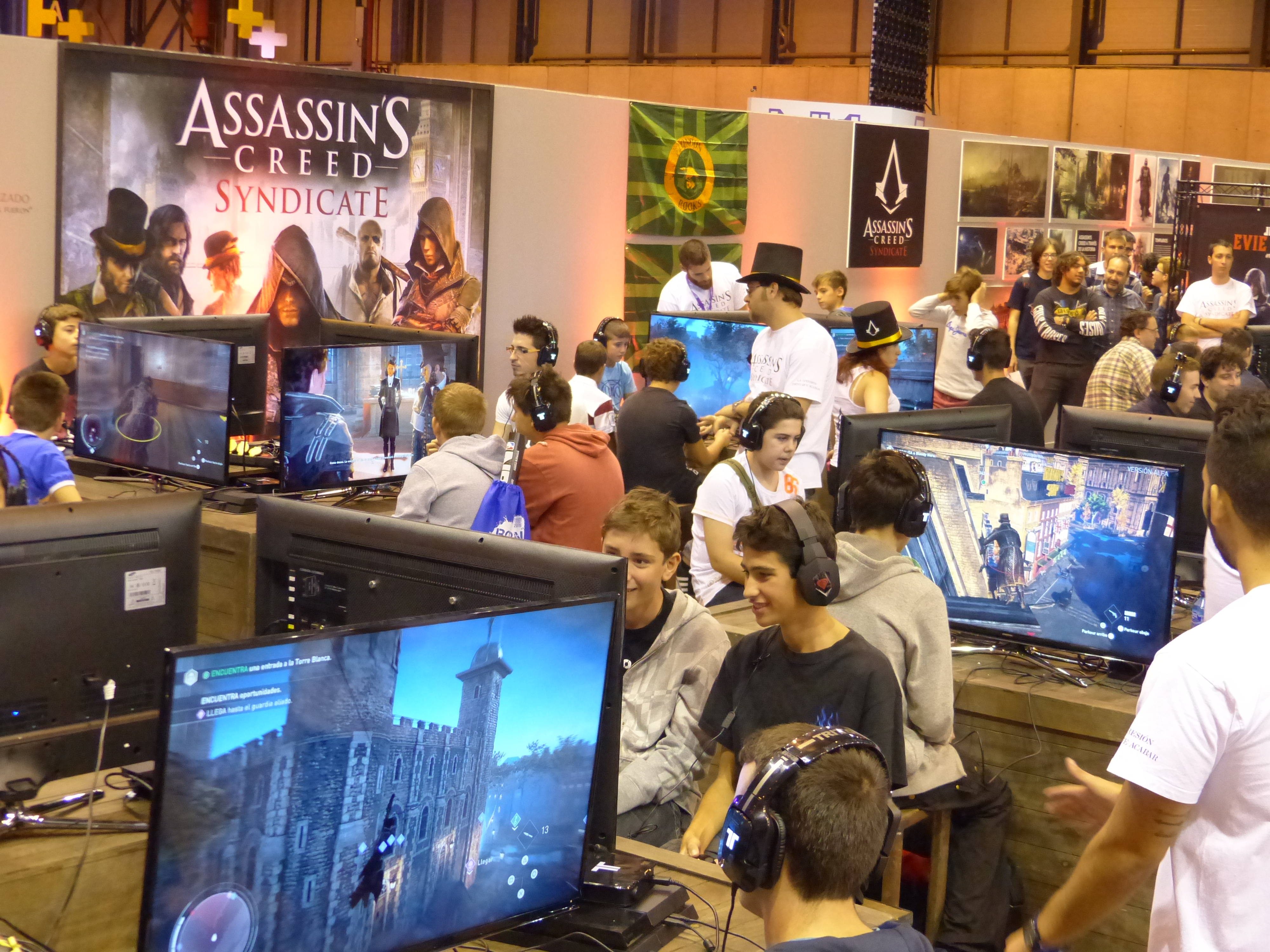
Stand Ubisoft

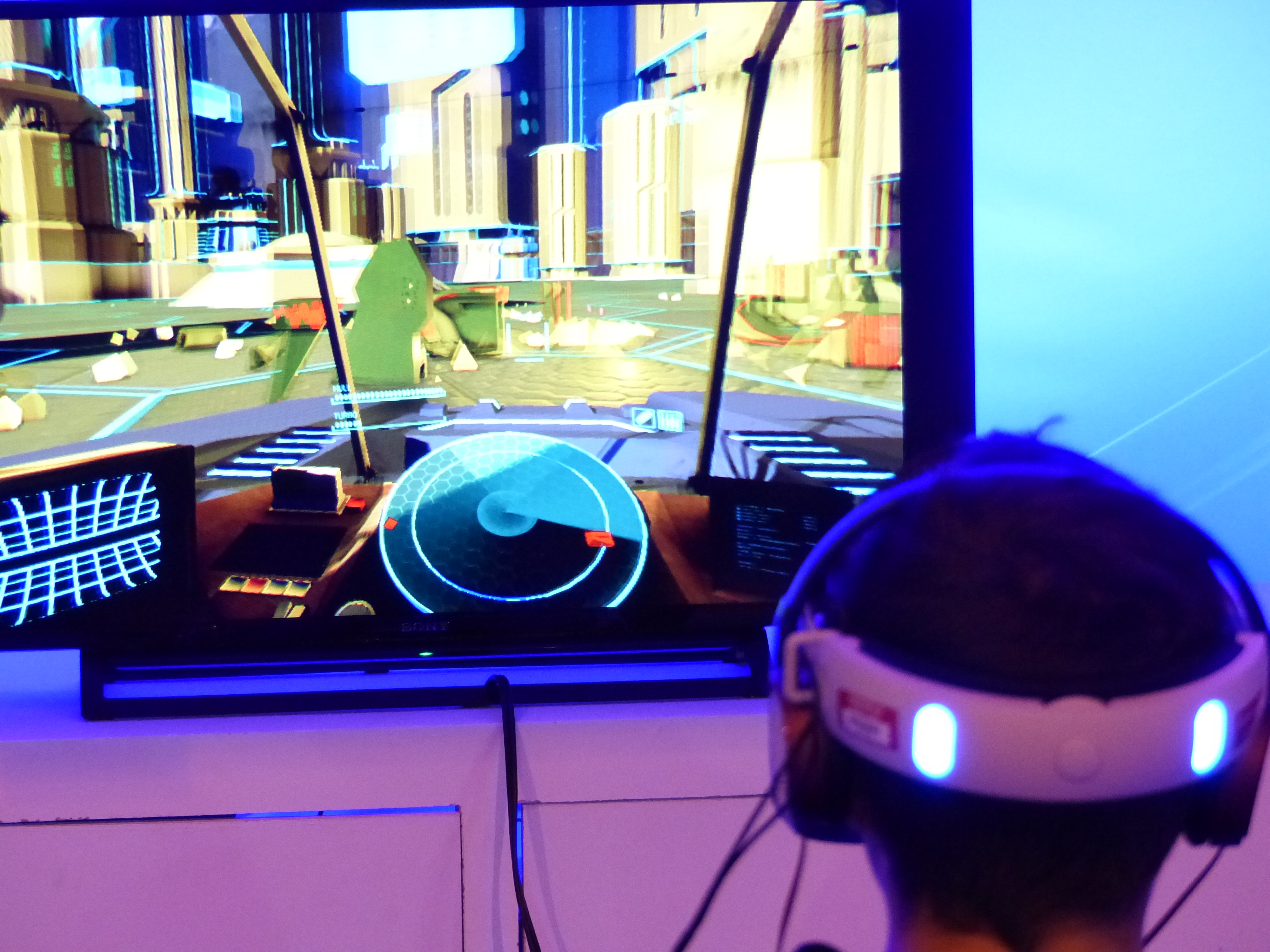
PlayStation VR

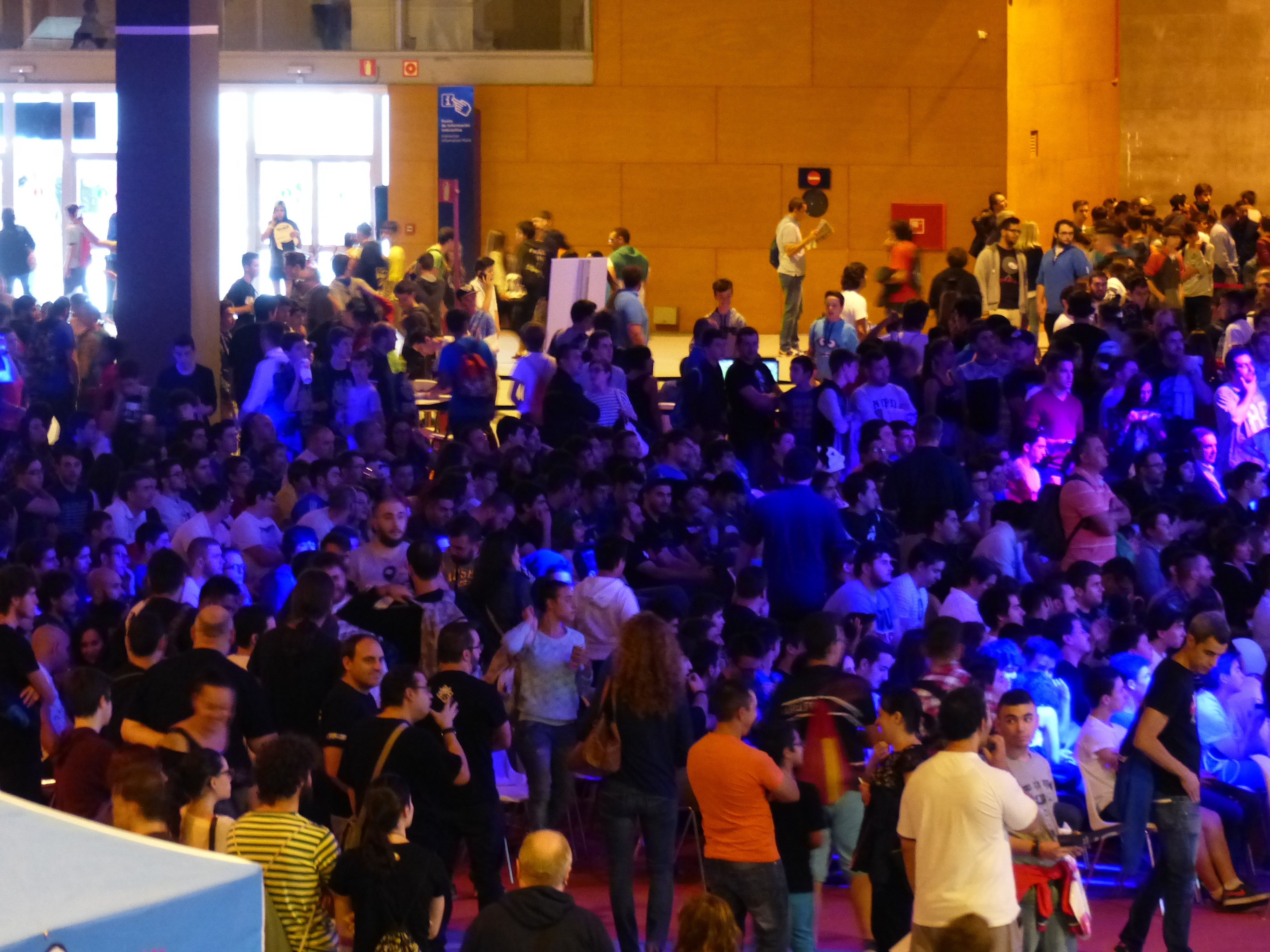
Público durante la final Counter Strike-GO

La Madrid Games Week fue una feria orientada a la exposición de videojuegos y nuevas tecnologías. Se celebró ininterrumpidamente desde 2013 hasta 2015 en la ciudad de Madrid, España. Tras dos años sin celebrarse, se anunció que volvería en 2018 y se llevará a cabo los días 18 a 21 de octubre. Fue la sucesora de la Gamefest (2010 y 2011) que organizaba la empresa Game dejándolo a cargo a eDeSe. Fue una de las convenciones importantes de videojuegos europeas como Games Week Milán y París Games Week. Para la edición del 2016 AEVI decidió trasladar la feria a Barcelona con el nombre de Barcelona Games World. Sin embargo, IFEMA crearía su propia feria del videojuego en Madrid, llamada Madrid Gaming Experience.
Los contenidos de la Feria de Videojuegos y Electrónica para el Ocio abarcan desde software para el ocio digital, ofrecido por las marcas líderes del mercado, hasta plataformas hardware, espacios para desarrolladores de videojuegos y networking, así como la oferta de accesorios y merchandising, entre otros. Entre las compañías más destacadas que han participado en la feria se encuentran Activision-Blizzard, Electronic Arts, GAME, Microsoft Ibérica, Namco Bandai Games Ibérica, Nintendo Ibérica y Sony Computer Entertainment.
La Madrid Games Week de 2013 se celebró del 7 al 10 de noviembre.

## Áreas de encuentro

### Gamelab academy

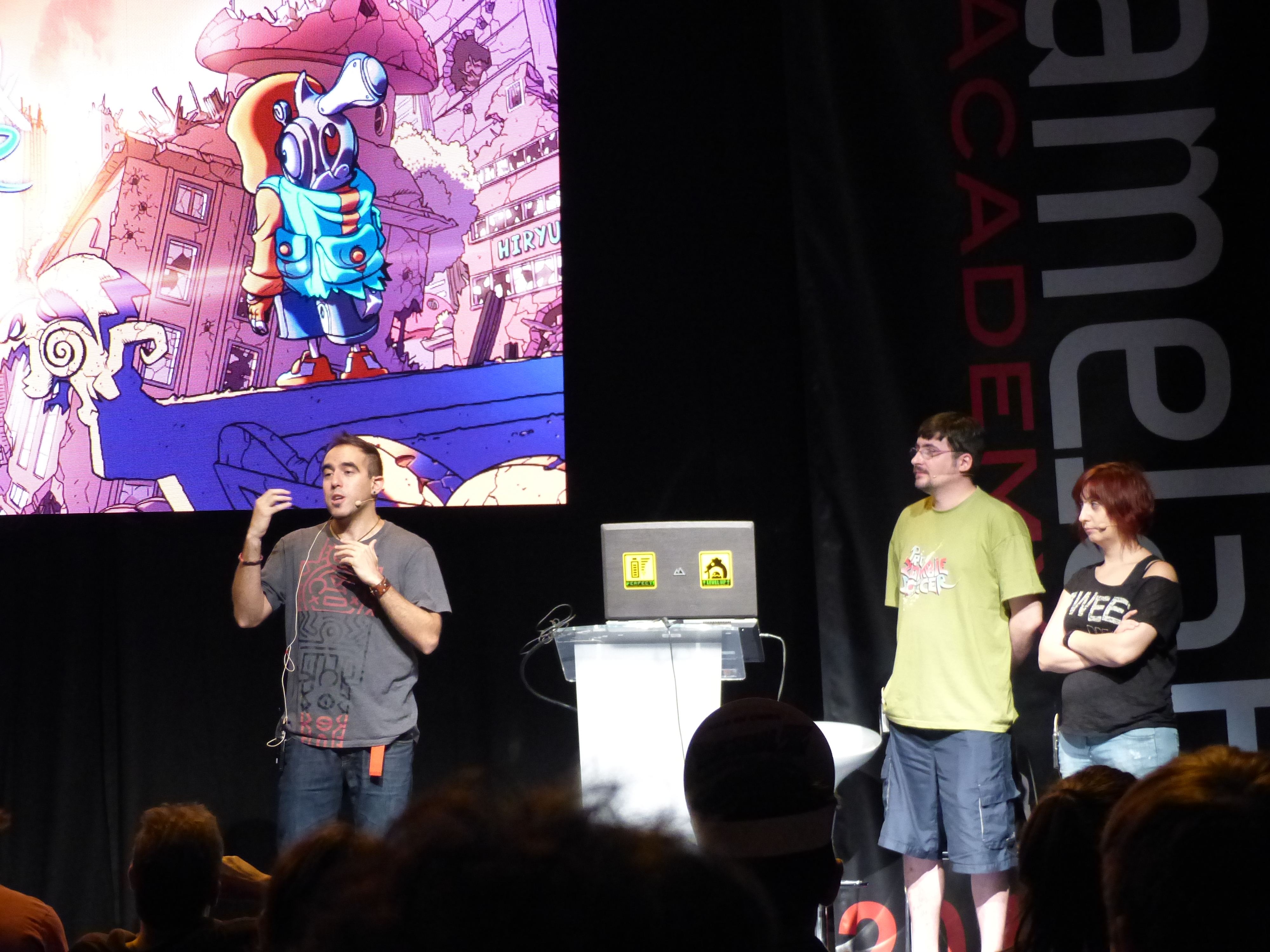
Dimensional Mega Team en el Auditorio Gamelab Academy

Área de encuentro destinada a los aficionados de los videojuegos. En ella tenían lugar distintas jornadas dirigidas a acercar a los más jóvenes y público en general a la profesionalidad de la industria y para ver sus videojuegos favoritos.

### AEVI Forum
Era un espacio de debate y conferencias con la participación de varias entidades de la industria. 
Se creó una zona orientada exclusivamente e a emprendedores y desarrolladores locales, con el fin de albergar un espacio de networking y un área para conferencias.

### Espacio dedicado a la robótica
Era un espacio dedicado a la robótica personal. Contó con stands de venta, torneos, exhibiciones de robots además de otras actividades. Los aficionados podían realizar distintos talleres de formación en los que se enseñaban técnicas para la creación de robots particulares. También se realizaba en la Madrid Games Week el comienzo de la Liga Nacional de Robótica. En 2013 consistió en una prueba de robots de sumo, mientras que en 2014, se trató de una prueba de robots de velocidad.